# Синагога (Сатанів)
Са́танівська синаго́га — пам'ятка містобудування та архітектури України національного значення. Розташована в селищі міського типу Сатанів Городоцького району Хмельницької області. Датується 1532 роком . Пам'ятка є характерним твором у стилі ренесансу. Це один із найкращих зразків синагог оборонного типу, які збереглися до нашого часу.

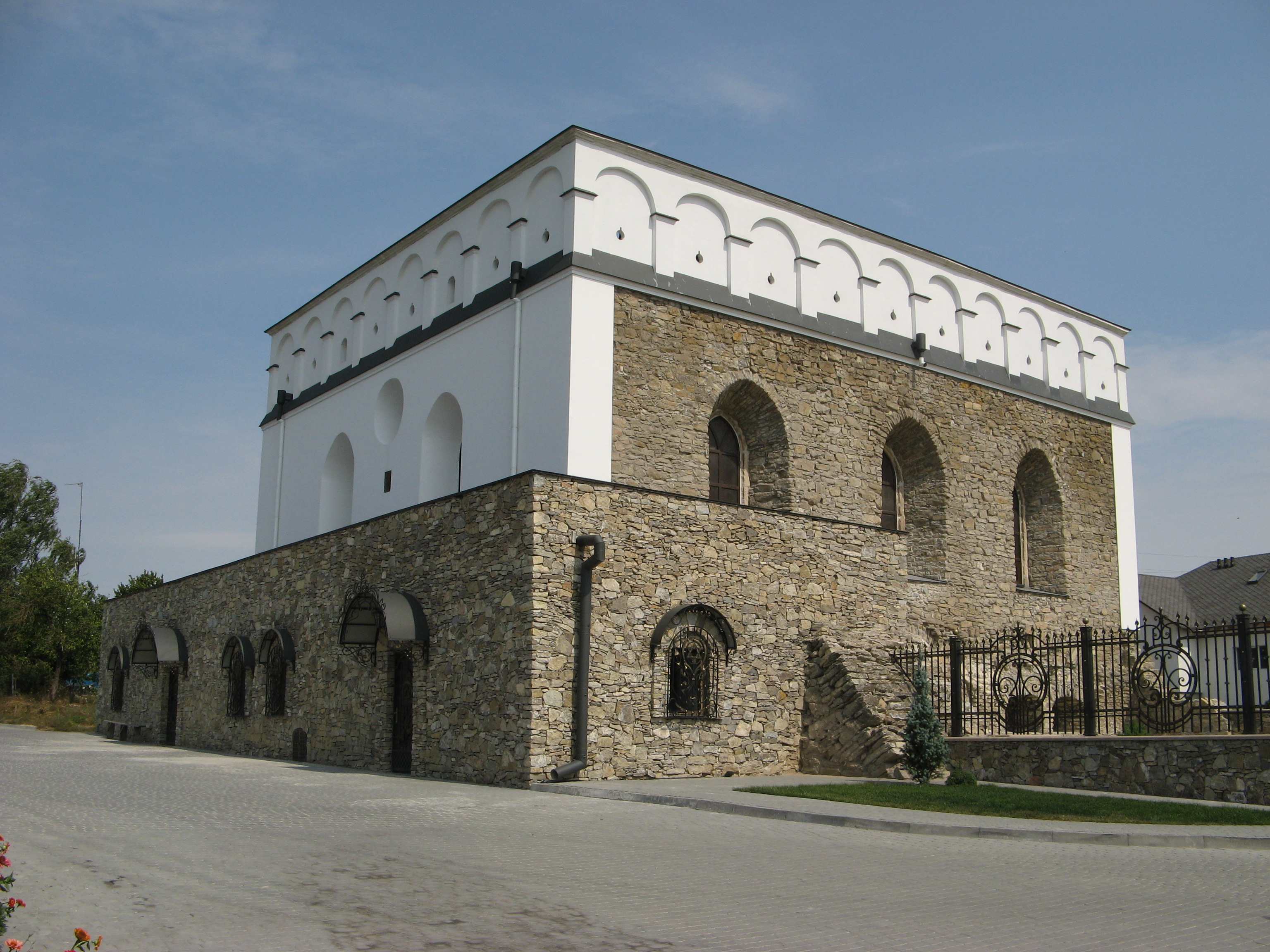
Сучасний вигляд синагоги, 2015 рік

## Історія синагоги

Синагога (ромб у лівому нижньому кутку) на плані Сатанова, який виконав Юхим Сіцінський, 1928 рік

Точна дата спорудження Сатанівської синагоги невідома. За однією версією, її звели 1514 року, за іншою — 1532 року . Проте висловлюються сумніви, що єврейська громада Сатанова могла звести тоді таку потужну споруду. Зроблений 1992 року хімічний аналіз розчину вказує на застосування саме такого розчину при муруванні в середині XVII — на початку XVIII століття .
У будь-якому разі Сатанівська синагога — одна з найдавніших у всій Східній Європі споруд такого типу. В Україні настільки поважний вік має тільки синагога в Шаргороді, збудована 1589 року.
Як свідчить напис, виконаний у картуші над входом, 1754 року було проведено реконструкцію синагоги. Тоді ж збудували і новий Арон-кодеш — спеціальну нішу-шафу для зберігання сувоїв Тори. У Сатанові його прикрасили оригінальним кам'яним декором, на якому ще збереглися сліди фарб — бірюзової, золотої, пурпурової, зеленої. Корона вгорі символізує Всевишнього, леви — єврейський народ, а колони зображено на згадку про зруйнований єрусалимський храм.
Якщо Арон-кодеш зберігся майже повністю, то від настінних розписів майже нічого не залишилося. У 1960—1970-ті роки у колишній синагозі був зерновий склад. Через різкий перепад вологості облетіла майже вся штукатурка.
За свідченням журналіста Дмитра Полюховича, на межі XX–XXI століть місцеві жителі розібрали на камінь напівзруйновану бічну галерею, яка одночасно виконувала роль своєрідного контрфорса. Втративши опору, масивні стіни синагоги поступово стали розходитися. Невдовзі з'явилися перші тріщини. Під загрозою повного руйнування опинилося унікальне коробове склепіння, яким перекрито споруду: з нього стали випадати перші камені, в деяких місцях уже видно небо.
2015 року синагога була повністю відреставрована, впорядкована також прилегла територія і площа, на якій розташована синагога.

## Архітектурні особливості

План Сатанівської синагоги, 1986 рік

Синагога кам'яна. Складається з прямокутного головного залу та дотичних до нього знижених приміщень. Перекрита напівциркульними склепіннями зі стрільчастими розпалубками. Стіни укріплено контрфорсами.
Основним засобом художньої виразності пам'ятки є глуха аркатура аттика в ренесансному стилі, що завершує фасади. Аттик, крім того, був бойовим ярусом, мав бійниці. Декоративний акантовий пояс, що маскує стоки дощової води, — характерний для синагог XVI століття — не зберігся.
Підлога синагоги лежить набагато нижче від поверхні землі. Ця особливість пояснюється тим, що законами Речі Посполитої заборонялося зводити синагогу вищою за місцевий костел.
1928 року подільський дослідник Юхим Сіцінський писав, що «синагога виглядає як невеличкий замок. Вона має високі мури й міцне склепіння на вершку; дах на тому склепінню ховається за високі парапети (надмурки) з маленькими стрільницями. У стінах нижче од парапетів великі вікна з гостролукими верхами. З одного боку будинку прибудування для жіночого відділу. Завдовжки головний будинок синагоги 18 метрів, завширшки — 16 метрів» .
Як зазначено в «Історії української архітектури» (Київ, 2003), «для синагоги в Сатанові характерне поєднання елементів двох стилів: стрілчаста форма перемичок великих вікон центрального об'єму свідчить про відгомін готики, а оздоблення аттика глухою аркатурою з півциркульних ніш є одним з ранніх прикладів застосування ренесансних мотивів» .

## Оборонне значення синагоги

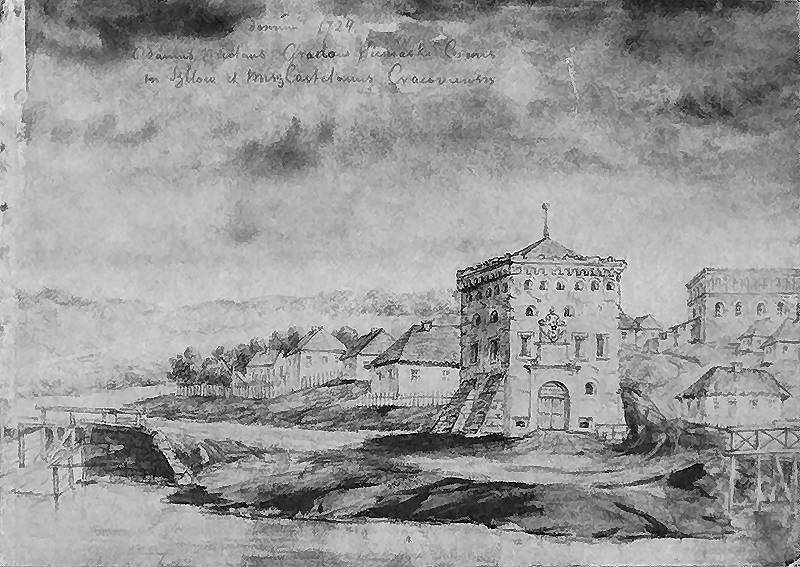
Синагога (праворуч) на малюнку Наполеона Орди, 1871–1873 роки. У центрі — Сатанівська міська брама

Як зазначив науковий співробітник Центру єврейського мистецтва Єрусалимського університету Борис Хаймович: «у Сатанові у разі війни кожна з громад (українська, польська, єврейська або вірменська) відповідала за свою дільницю оборони. Центром єврейської дільниці, та й усього південно-західного напрямку, була синагога, з даху якої обстрілювалися підступи до міста». Згідно з ухвалою магістрату, юдейська громада зобов'язувалася за свій рахунок утримувати на стінах оборонної синагоги гарматну батарею й припаси пороху й ядер до неї .

## Легенди та перекази

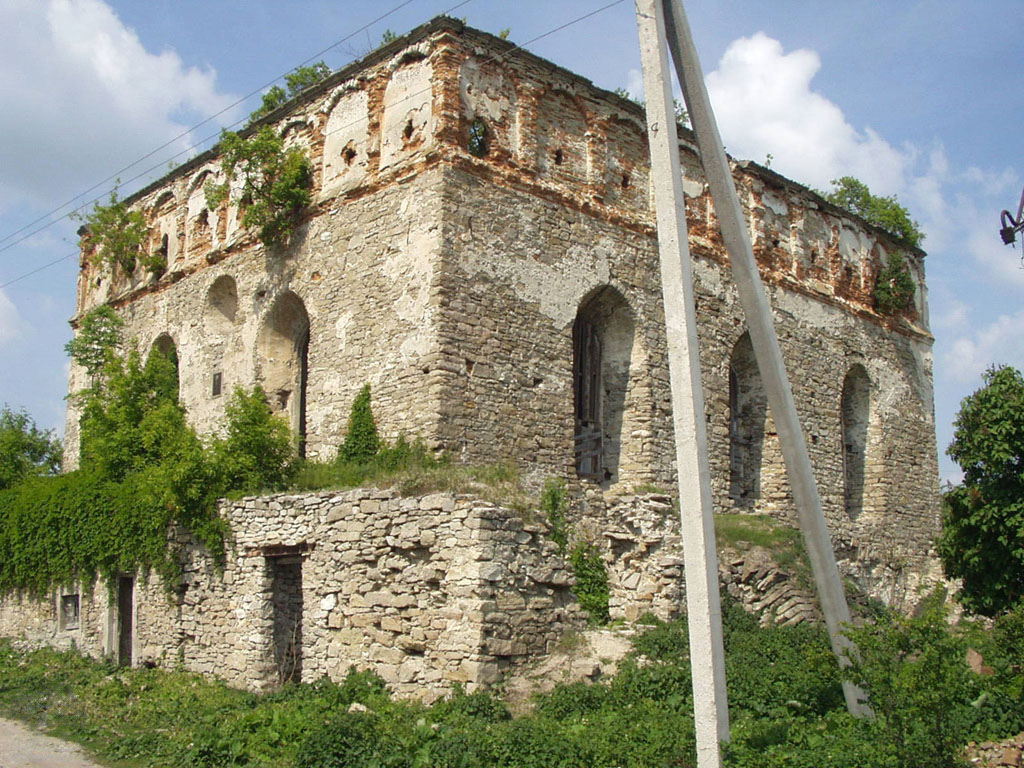
Синагога у 2008 році

Як і кожна стародавня будівля, Сатанівська синагога спонукала до створення численних легенд і переказів.
Одна з легенд свідчить, що під синагогою починається підземелля, яке веде до Єрусалима. На початку 1990-х років експедиція Санкт-Петербурзького інституту юдаїки справді виявила тут вхід до підземелля. Проте з'ясувати його призначення не вдалося — було розкопано тільки кілька метрів тунелю. На думку дослідників, підземелля могло пов'язувати оборонну синагогу на півдні Сатанова із замком на півночі містечка.
Згідно з іншим переказом, Сатанівська синагога стояла на цьому місці ледь не з часу створення світу. Мешканці Сатанова розповідають легенду про те, що раніше тут був пагорб. Якось під час земляних робіт там наштовхнулися на кам'яне мурування. Стали його розчищати — і відкопали синагогу. 1913 року цей переказ записав у Сатанові єврейський етнограф Семен Ан-ський . На думку істориків, в основу легенди лягла середньовічна технологія побудови великих будівель, коли при зведенні стін навколо них утворювали великий земляний насип, який замінював давнім майстрам будівельне риштування. Закінчивши роботу, насип зривали.

## Синагога в образотворчому мистецтві
Сатанівську синагогу зображено на малюнку Наполеона Орди. На ньому центральне місце відведено міській брамі, але чітко проглядається і синагога. Точна дата виконання малюнку невідома, його датують 1871–1873 роками.
2004 року єврейський живописець із Києва, майбутній заслужений художник України Герман Гольд намалював картину «Сатанів. Стара синагога» (полотно, олія, 100х80 см), яка увійшла до його єврейського циклу .

## Галерея

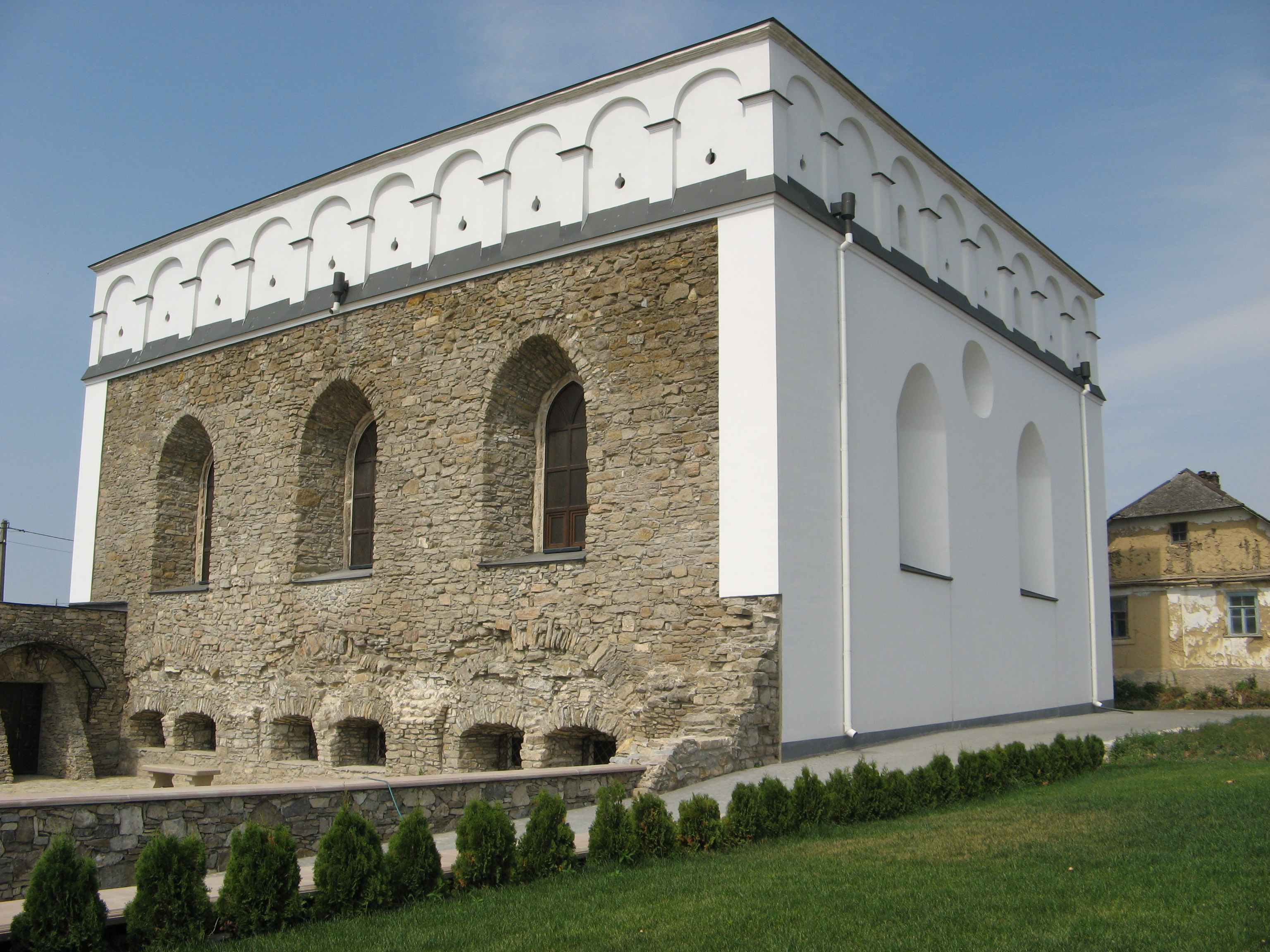
Оборонна синагога XV ст. у Сатанові. Загальний вигляд (2015 рік)
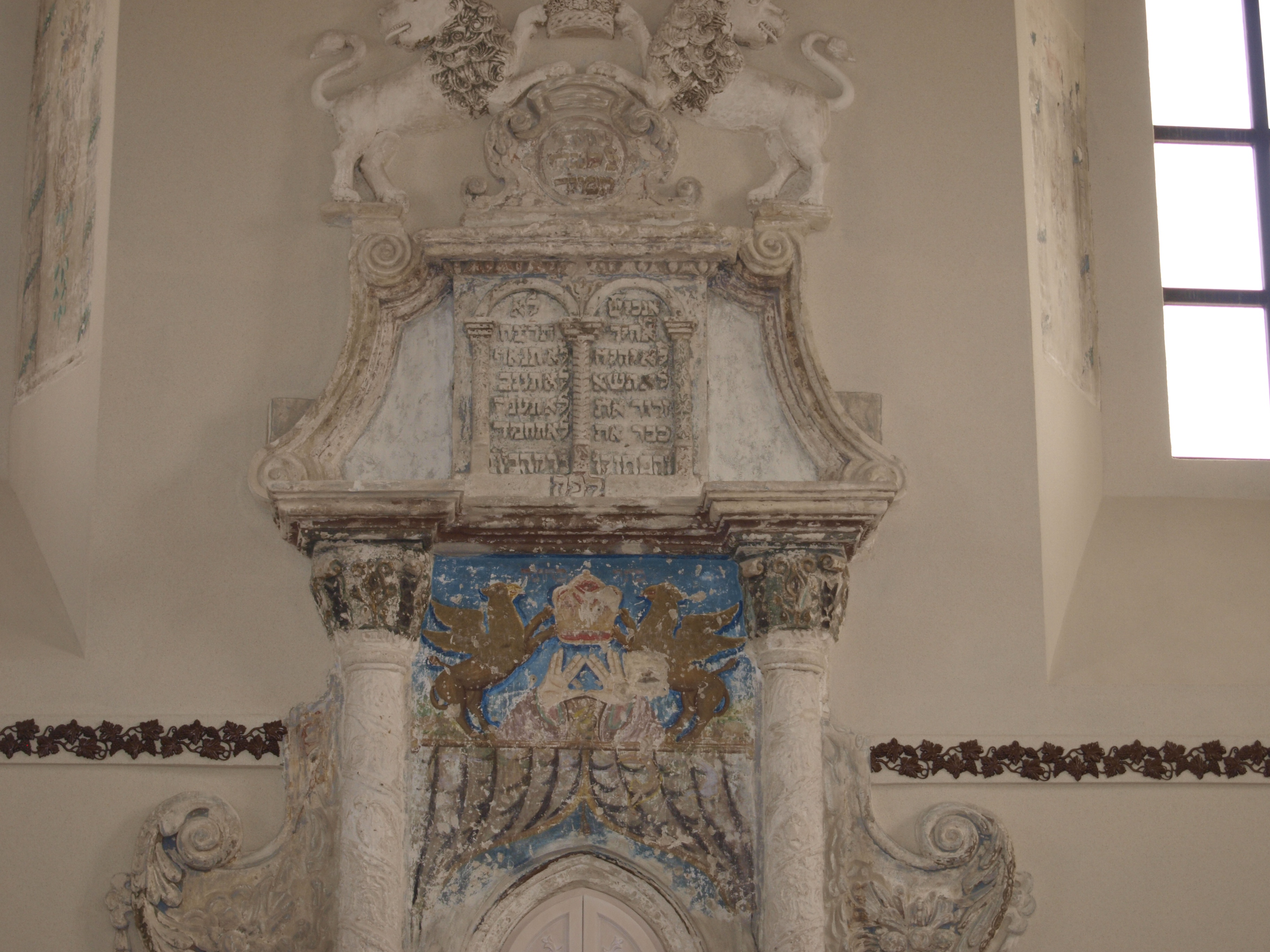
Синагога всередині. Арон-кодеш (престіл).
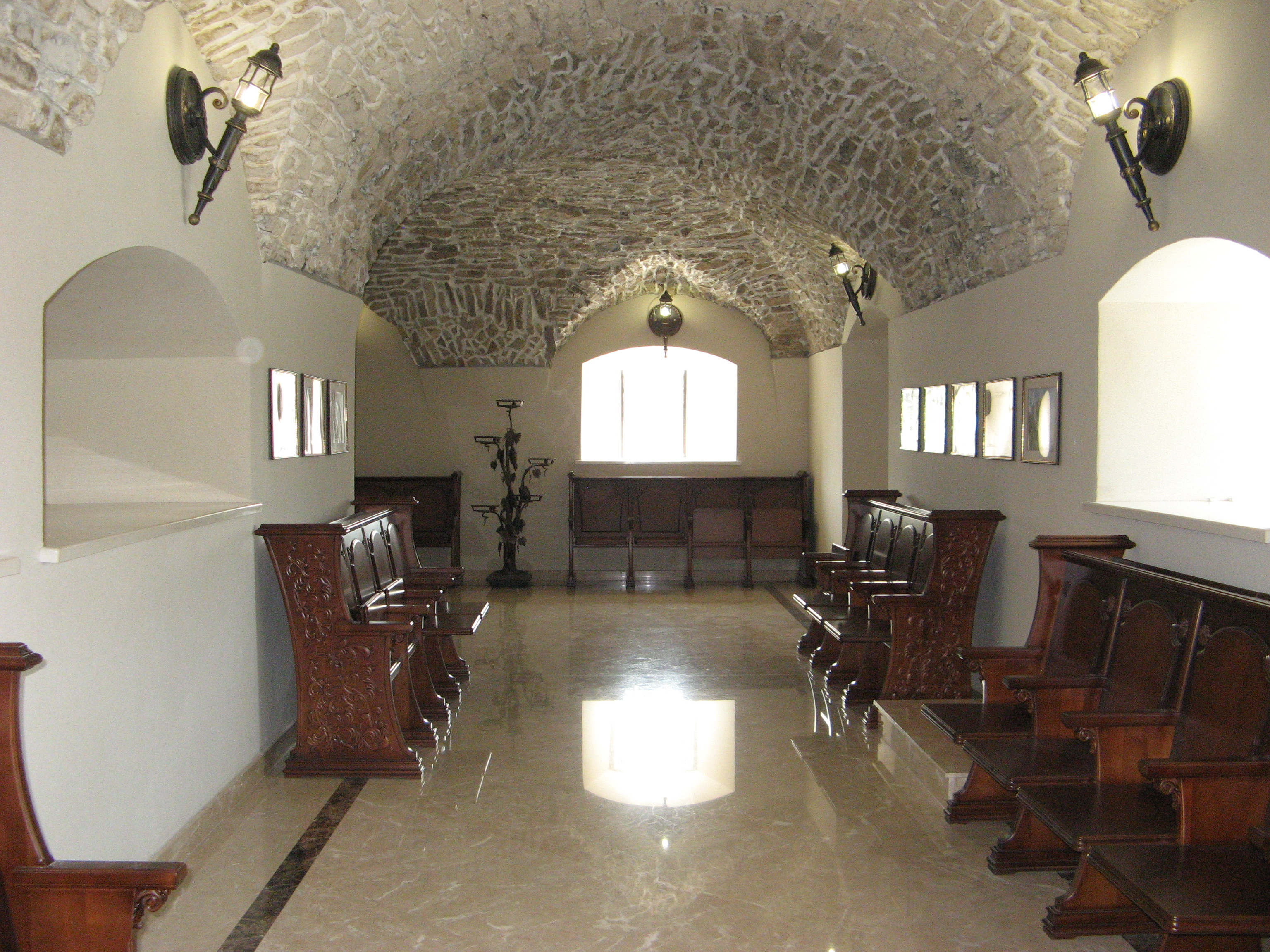
Синагога всередині (вестибюль).
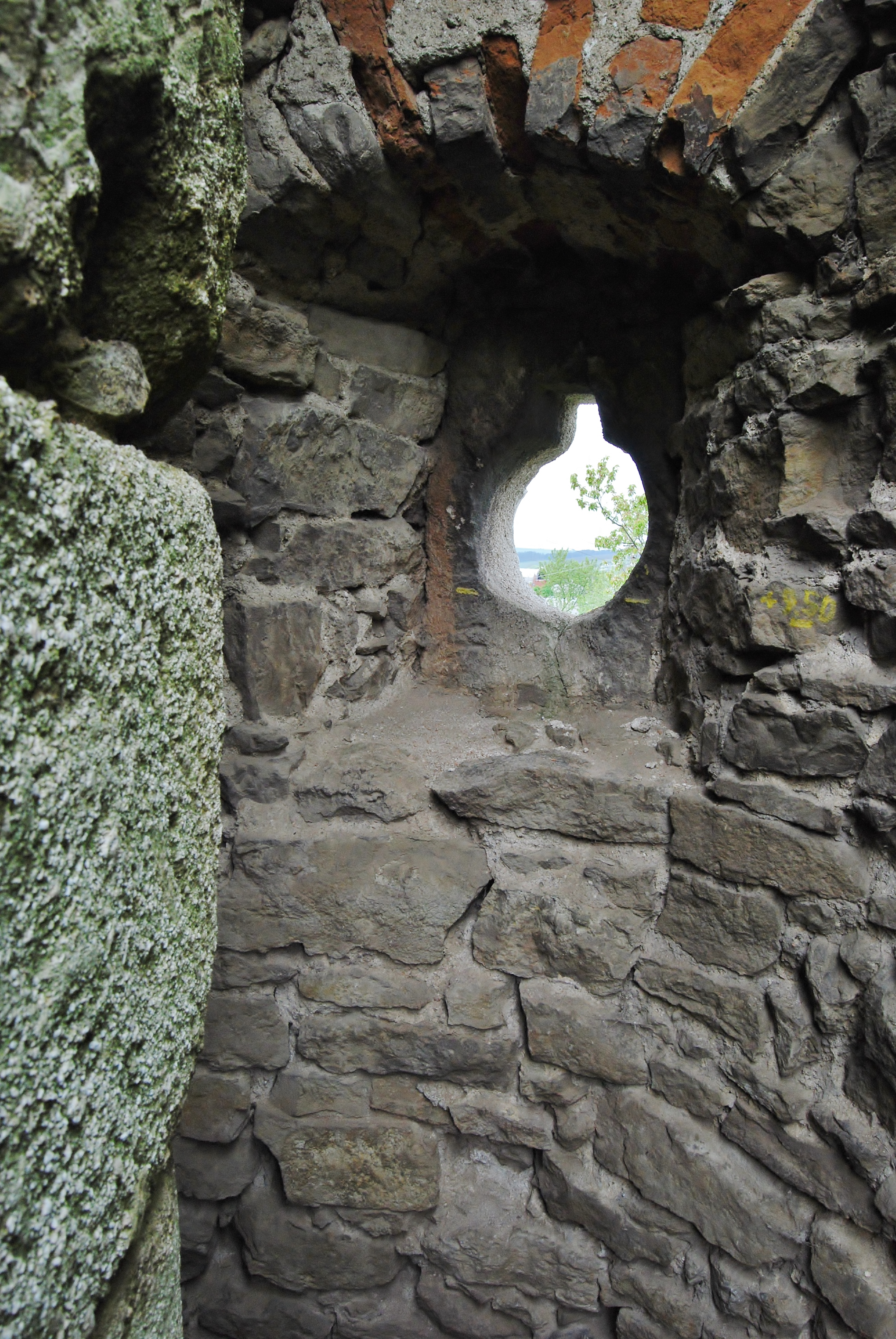
На даху синагоги. Бійниця над гвинтовими сходами.
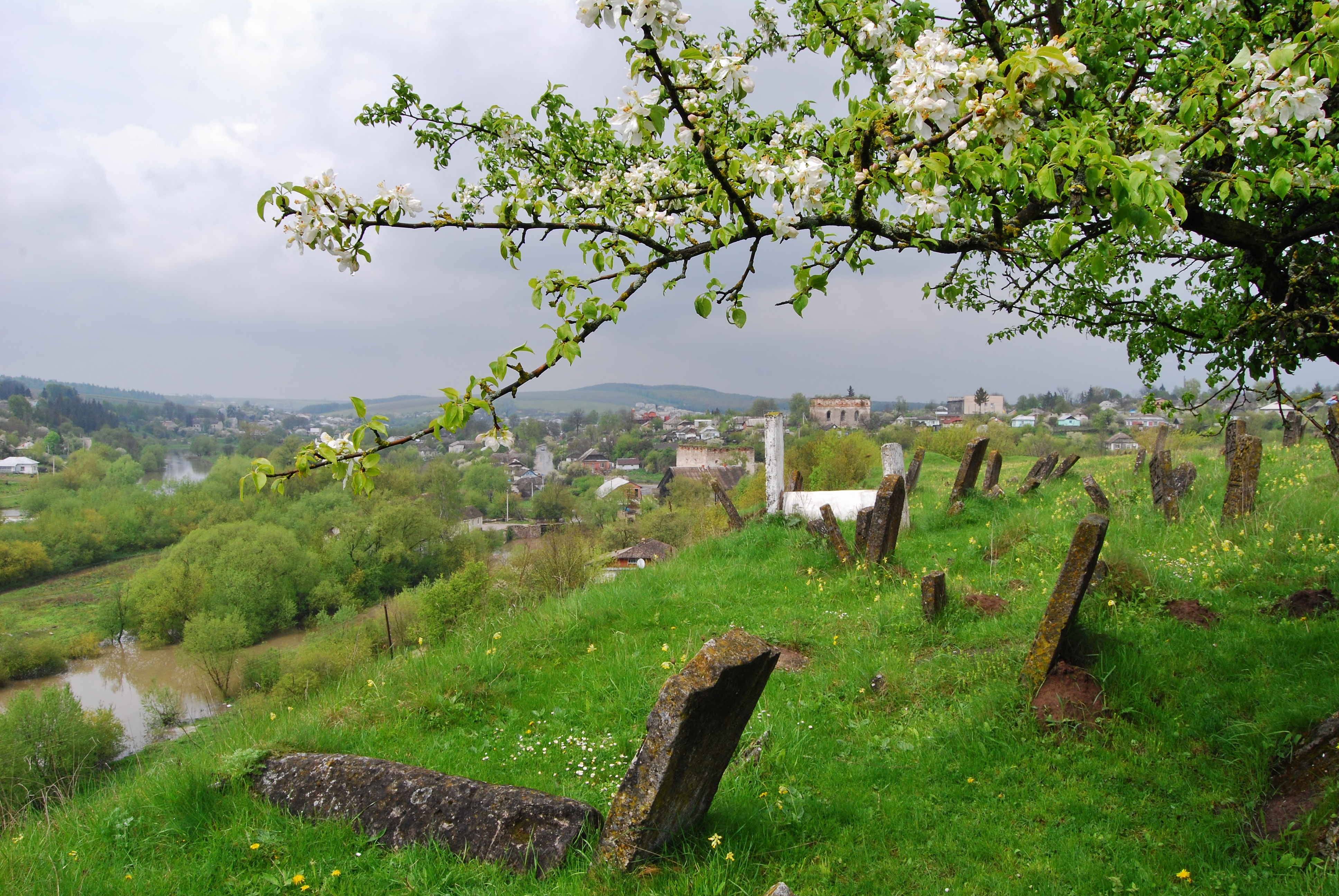
Вигляд з Єврейського цвинтаря. Над білою могилою проглядає синагога, ліворуч від могили — міська брама.
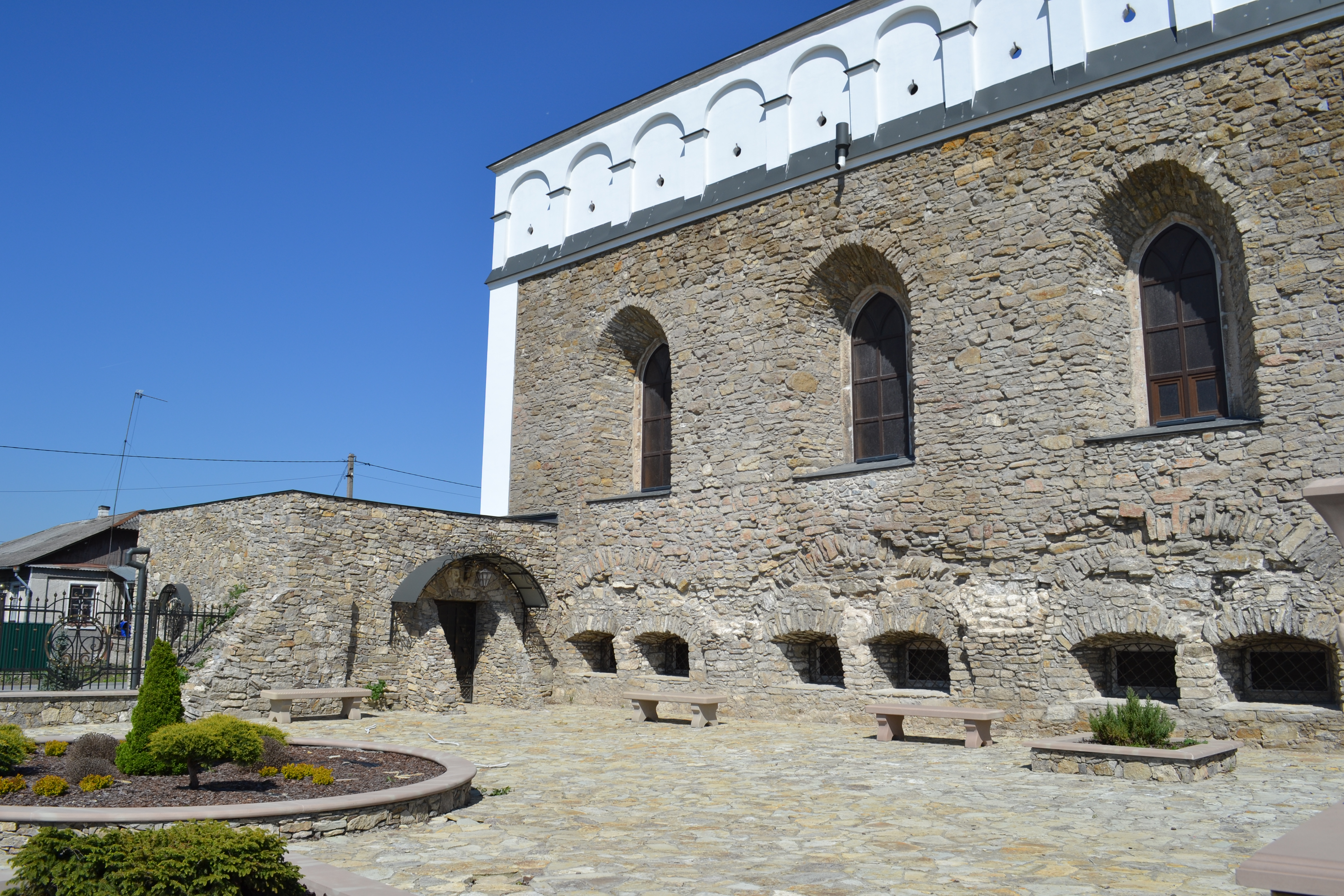
Внутрішній двір
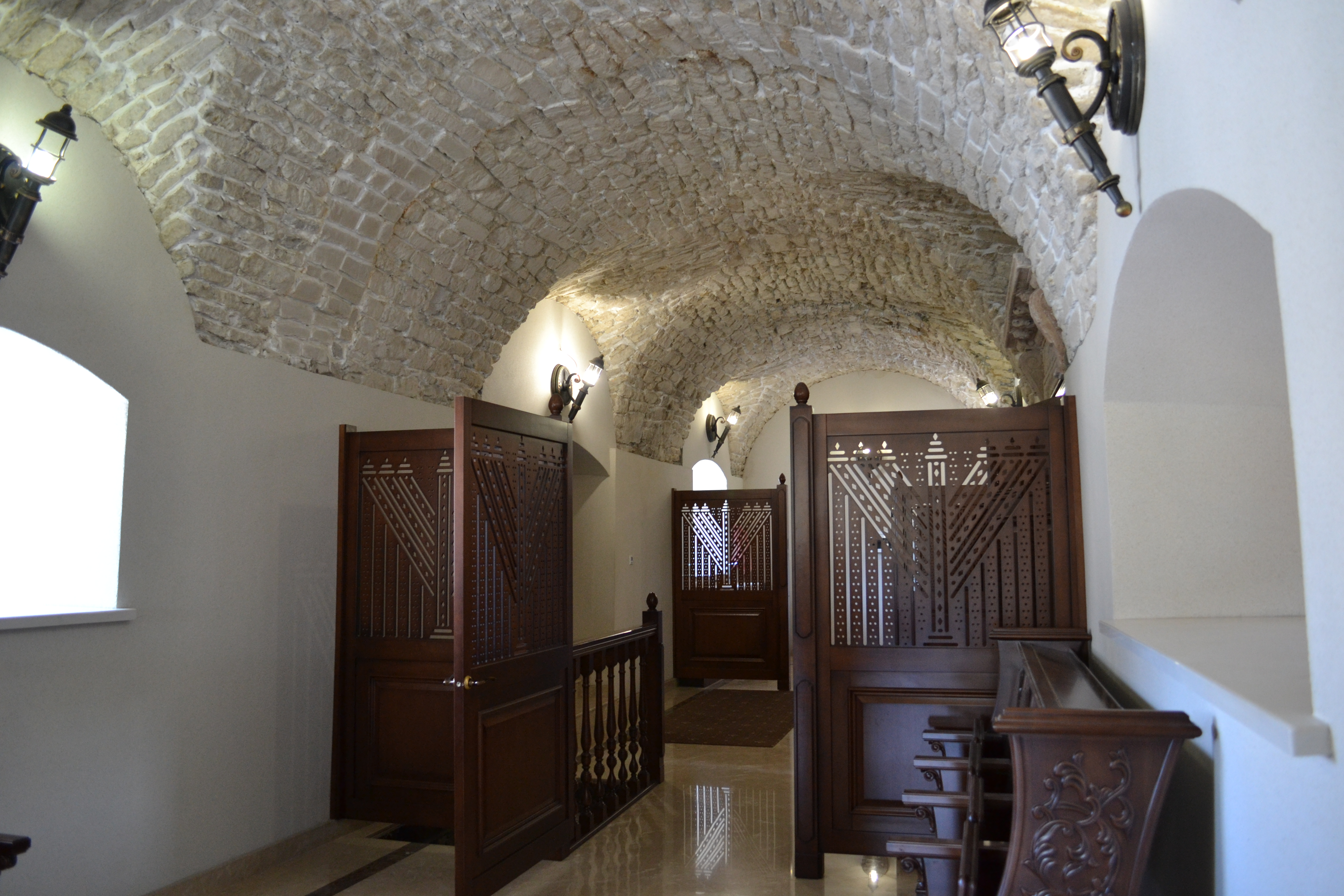
Вестибюль
Інтер'єр